# Изернийское кружево
Изернийское кружево (итал. Tombolo di Isernia) — промысел коклюшечного кружевоплетения, распространённый в городе Изерния (Италия, провинция Молизе). Традиционно используются нити цвета слоновой кости .
Промысел является одним из основных ремёсел Изернии, поэтому его иногда называют городом кружева (итал. Tombolo di Isernia).

## История
Предположительно, корни изернийского промысла уходят в XIV век. Кружево распространилось благодаря испанским монахинями, останавливавшихся в местных монастырях: Санта-Мария-делле-Моначе и Санта-Кьяра.
Первый документ, удостоверяющий производство кружевного кружева монахинями монастыря, датируется 1503 годом. 
Испанская королева Хуана Безумная очень любила этот вид кружева. Она научилась данному вижу кружевоплетения во время пребывания в городе.
В 2020 году для проекта hand in hand Дома Fendi кружево было создано в мастерской GC Corredi и украсило поверхность Baguette из белой наппы[что?]. 

## Особенности
Главная особенность изернийского кружева — очень тонкая работа и использование нитей из местной пряжи, цвета слоновой кости, что придаёт изделию элегантный вид.
С течением времени ручное кружевоплетение вытесняется машинным. Кружевоплетение изучается в художественном институте Изернии.

## Примечание
1. ↑  Isernia turismo - Il Tombolo di Isernia. Дата обращения: 3 сентября 2022. Архивировано 3 сентября 2022 года.
2. ↑  Molisando - Il Merletto a Tombolo. Дата обращения: 18 мая 2012. Архивировано из оригинала 18 мая 2012 года.
3. ↑  Молизе - место, где есть море, горы, кружева и вкусное пиво. Travel Times (2 сентября 2021). Дата обращения: 3 сентября 2022. Архивировано 3 сентября 2022 года.
4. ↑  КАК ПОТРАТИТЬ. Итальянские ремесла пришли в Fendi. kp.vedomosti.ru (20 ноября 2020). Дата обращения: 3 сентября 2022. Архивировано 3 сентября 2022 года.